# Forfarshire (circonscription du Parlement d'Écosse)
Avant les Actes d'Union de 1707, les barons comté de Forfar (également appelé Angus ) élisaient des commissaires pour les représenter au Parlement monocaméral d'Écosse et à la Convention des États. Le nombre de commissaires est passé de deux à quatre en 1693.
Après 1708, le Forfarshire a envoyé un membre à la Chambre des communes de Grande-Bretagne et plus tard à la Chambre des communes du Royaume-Uni.

## Liste des commissaires du comté
- 1600: David Carnegie de Kinnaird[1]
- 1605 (convention): David Carnegie de Kinnaird[1]
- 1605: Sir James Scrymgeour de Dudhope[2]
- 1609 (convention): David Carnegie de Kinnaird[1]
- 1612: Collace de Balnamoon[3]
- 1612: Sir John Scrymgeour de Dudhope[4]
- 1617 (convention et parlement): Haliburton de Pitcur[5]
- 1617: Sir John Scrymgeour de Dudhope[4]
- 1621: Fothringham de Powrie-Fothringham[6]
- 1621: Sir John Scrymgeour de Dudhope[4]
- 1628-1633: Sir William Graham de Claverhouse[7]
- 1628-1633: Sir Harie Wood de Bonytown[8]
- 1630 (convention): Sir Alexander Erskine de Dune[9]
- 1630 (convention): James Lyon de Auldbarr[10]
- 1639-1641: Sir Alexander Erskine de Dune[9]
- 1639-1641: James Lyon de Auldbarr (mort en fonction)[10]
- 1641: Sir David Graham de Fintrie[11]
- 1644 (convention et parlement): Crichton de Ruthven[12]
- 1644 (convention): Frederick Lyon de Brigton[13]
- 1644-1647: Frederick Lyon de Brigton[13]
- 1645: Sir Alexander Erskine de Dune[9]
- 1645-1647: Sir John Carnegie de Craig[14]
- 1646-1647: Sir Andrew Fletcher de Innerpeffer[15]
- 1646-1647: Graham de Monorgund[11]
- 1648: Sir Andrew Fletcher de Innerpeffer[15]
- 1649: John Lindsay de Edzell[16]
- 1649: George Symmer de Balzeordie[17]
- 1650-1651: George Lundie[13]
- 1650-1651: Henry Maule de Melgund[18]
- 1661-1663: Sir John Carnegie de Boysack[14]
- 1661-1663: Sir James Ogilvy de Newgrange[19]
- 1665 (convention): David Fothringham de Powrie[6]
- 1665 (convention): Sir David Ogilvy de Inverquharity[19],[20]
- 1667 (convention): John Gardyne de Lautoune[21]
- 1667 (convention): James Maule, fiar de Melgum[22]
- 1669-1674: James Carnegie de Balnamoon[1]
- 1669-1672: Sir David Ogilvy de Clova[19]
- 1678 (convention): David Lindsay de Edzell[16]
- 1678 (convention): Sir David Ogilvy de Inverquharity[19],[20]
- 1681-1682: James Carnegie de Balnamoon[1]
- 1681-1682: Sir David Ogilvy de Clova[19]
- 1685-1686: James Carnegie de Balnamoon[1]
- 1685-1686: Sir David Falconer de Newtown (décédé en fonction en décembre 1685)[23]
- 1686: James Carnegie de Findhaven[1]
- 1689 (convention): James Brodie [24]
- 1689 (convention): David Erskine de Dun[25]
- 1689 (convention): Sir George Mackenzie de Rosehaugh[26]
- 1689-1698: David Erskine de Dun (mort en fonction)[25]
- 1689-1691: Sir George Mackenzie de Rosehaugh (mort en fonction)[26]
- 1689-1702: Robert Reid de Baldovie[27]
- 1693-1698: John Fullarton de Kinnaber (mort en fonction) [28]
- 1693-1698: James Milne de Ballwylloe (expulsé) [29]
- 1698-1702: James Scott le jeune de Logie[30]
- 1698-1702: James Carnegie de Findhaven[1]
- 1702-1707: James Carnegie de Findhaven[1]
- 1702-1707: David Graham de Fintrie, le jeune[11]
- 1702-1707: James Haliburton de Pitcur[5]
- 1702-1707: Patrick Lyon de Auchterhouse[10]